# Промисловий зразок

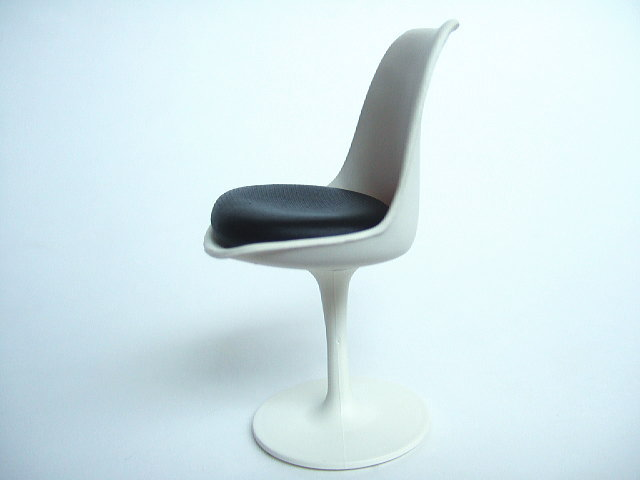
Стілець у вигляді тюльпану — гарний приклад утилітарного виробу, зовнішній вигляд якого має естетичну цінність

Промислóвий зразóк — результат творчої діяльності людини у галузі художнього конструювання, характеризується будь-яким новим видом форми, конфігурації, кольору чи сукупності цих елементів у продукті, що створює естетичне враження.
В Україні промислові зразки, що відповідають такій ознаці як новизна, можуть отримувати правову охорону у вигляді патенту на промисловий зразок. При цьому важливо розуміти, що при здійсненні експертизи офіційна установа перевіряє виключно наявність у промислового зразка всіх заявлених суттєвих ознак. Патент на промисловий зразок видається під відповідальність його власника без гарантії чинності.

## Класифікація промислових зразків
- Плоскі — містять двовимірну композицію, наприклад: текстури тканин, настільні дитячі ігри, зображення на одязі тощо;
- Об'ємні — являють собою композицію, в основу якої покладена об'ємно-просторова структура, наприклад: зовнішній вигляд меблів, сільськогосподарської машини, мотоцикла, люстри тощо.

## Промислові зразки як засоби індивідуалізації
Залежно від його первинного призначення, промисловий зразок може розглядатися і як засіб індивідуалізації і як результат винахідницької та раціоналізаторської роботи. В Україні як промисловий зразок може бути зареєстрована звичайна упаковка товару, що неодноразово породжувало юридичні колізії. Причиною цих колізій була несумлінна реєстрація упаковок всесвітньо відомих товарів як промислових зразків з метою уникнути митного блокування імпорту цих товарів на територію України.